# 日本貿易会
一般社団法人日本貿易会（にほんぼうえきかい、英: Japan Foreign Trade Council,Inc.、略称：JFTC）は、日本の貿易商社を中心に組織された業界団体。元経済産業省所管。1942年に統制会の一つとして発足しているが、第二次世界大戦後の民間貿易再開に際して貿易関連4団体を統合し、1947年に経済団体として設立。1986年に業界団体に改組した。

## 概要
- 本部所在地 - 〒100-0013 東京都千代田区霞が関三丁目2番1号 霞が関コモンゲート西館20階
- 会員 -  法人正会員 42社、団体正会員 20団体、法人賛助会員 55社、団体賛助会員 31団体 計177。
- 会長 - 安永竜夫（三井物産代表取締役会長）
- 副会長会社 - 七大商社により構成（三菱商事、三井物産、住友商事、伊藤忠商事、丸紅、豊田通商、双日）
- 設立 - 1947年6月25日
- 活動内容 - 政策提言、政府当局との意見交換、日本国外との経済交流の促進、調査研究・広報・情報収集活動。

## 沿革
- 1942年 - 重要産業統制法及び重要産業団体令により設立[1]。
- 1947年6月25日 - 同年8月の民間貿易再開に先立ち、社団法人日本貿易協会・財団法人日本貿易振興協会・社団法人日本交易協会・明治時代創立の日本貿易振興会を統合し、社団法人日本貿易会を設立し、経団連傘下となった[2]。初代会長には元商工大臣の中島久万吉が就任した。
- 1951年 - 財団法人海外市場調査会（現・独立行政法人日本貿易振興機構〈ジェトロ〉）を設立。
- 1973年 - 2月に海外投資行動規準、5月に総合商社行動基準を策定。
- 1981年 -  当時の水上達三日本貿易会会長が貿易研究所（現・国際貿易投資研究所）設立のイニシアチブをとった。1989年、ジェトロの支援の下で貿易研究所が発展的に解消し、財団法人 国際貿易投資研究所が設立された[3]。
- 1986年 - 経済団体から貿易商社・貿易団体を中心とした団体に改組。